# Federació Mundial d'Associacions pel Dret a Morir
La Federació Mundial d'Associacions pel Dret a Morir és una federació internacional d'associacions que defensen els drets de les persones a la lliure determinació en el final de la seva vida, el dret a morir dignament i l'accés lliure a l'eutanàsia.
La federació, fundada el 1980, compta amb més de 46 associacions de 27 països i realitza reunions periòdiques de caràcter internacional sobre la manera de morir i la mort.